# 阿斯塔納光明之路站
阿斯塔纳光明之路站，2019年至2022年曾称努尔苏丹光明之路站，是哈薩克斯坦首都阿斯塔納一座在2017年6月1日投入使用的鐵路車站，為2017年阿斯塔納世界博覽會其中一項配套設施。這座佔地11萬平方米的車站包含一座45000平方英尺的主體建築、一個70000平方米的停車場以及若干個長度為2550米的月台，並能夠容納35000名乘客。另一方面，這座鐵路車站由來自土耳其的塔班勒奧盧建築師（土耳其語：Tabanlıoğlu Mimarlık）公司負責設計，並曾經獲得MIPIM建築評論未來項目獎（MIPIM Architectural Review Future Projects Award）第一名。
2019年4月车站更名为努尔苏丹光明之路站，2022年恢复原名。